# Ophiomyia sepilokensis
Ophiomyia sepilokensis este o specie de muște din genul Ophiomyia, familia Agromyzidae, descrisă de Mitsuhiro Sasakawa în anul 1991. Conform Catalogue of Life specia Ophiomyia sepilokensis nu are subspecii cunoscute.